# Burgebrach
Burgebrach est une commune de Bavière (Allemagne), située dans l'arrondissement de Bamberg, dans le district de Haute-Franconie.
C'est dans cette ville qu'est basée l'entreprise de vente en ligne de matériel musical Musikhaus Thomann.

## Personnalités liées à la ville
- Hans Bauer (1878-1937), philologue né à Grasmannsdorf.